# Ligusticopsis angelicifolia
Ligusticopsis angelicifolia är en växtart i släktet Ligusticopsis och familjen flockblommiga växter.
Arten är en perenn ört som förekommer i Kina, från sydöstra Tibet till västra Sichuan, västra Yunnan och Shaanxi. Den beskrevs först som Ligusticum angelicifolium av Adrien René Franchet 1894, och fick sitt nu gällande namn av Gerfried Horand Leute 1969. Den har även placerats i släktena Angelica och Conioselinum.